# Manuel Montt
Pour les articles homonymes, voir Manuel Torres et Manuel Montt (métro de Santiago).
Manuel Francisco Antonio Julián Montt Torres, né le 4 septembre 1809 à Petorca et mort le 21 septembre 1880 à Santiago, est un homme d'État et universitaire chilien, président du Chili de 1851 à 1861.

## Biographie
Issu d'une famille d'immigrants catalans, après des études de droit, Manuel Montt exerce un temps la profession d'avocat et commence une carrière universitaire. Il est élu député en 1840, et se voit confier plusieurs portefeuilles ministériels sous la présidence de Manuel Bulnes. Il est élu président du Chili en 1851, et réélu en 1856. En 1861, il devient président de la Cour suprême et le reste jusqu'à sa mort. Son nom a été donné à la ville de Puerto Montt.
Son neveu Jorge Montt est président du Chili de 1891 à 1896. Son fils Pedro Montt l'est de 1906 à 1910.